# Vincent Sénéchal
Vincent Sénéchal est un prêtre catholique français né le 5 novembre 1972 à Château-du-Loir.
Il est supérieur général de la société des Missions étrangères de Paris depuis le 26 juin 2021.

## Biographie
Vincent Sénéchal est né le 5 novembre 1972 à Château-du-Loir dans la Sarthe. Il a été ordonné prêtre à la cathédrale Saint-Julien du Mans le 24 juin 2001, et reçoit son affectation pour la mission du Cambodge.
Avant de rejoindre sa mission, il est envoyé à l’Institut catholique de Paris, pour faire des études spécialisées en Écriture Sainte. En 2004, Vincent Sénéchal donne son premier cours d'exégèse biblique au Cambodge.
Il collabore avec le vicaire apostolique Émile Destombes et d'autres missionnaires  « à l'ancienne » comme le père Venet. Dans un contexte de précarité, il s'engage pleinement pour donner une formation académique aux futurs prêtres du Cambodge en privilégiant l'enseignement dans la langue locale.
En 2011, il devient responsable du Comité biblique catholique au Cambodge en remplacement du père François Ponchaud et membre de la branche cambodgienne de l'Alliance biblique universelle. En 2013, il fait partie du secrétariat pour la formation permanente de la Société des Missions étrangères.
Le 12 juillet 2016, lors de l'Assemblée générale, le père Vincent Sénéchal est nommé Vicaire général pour un mandat de six ans par le père Gilles Reithinger. Responsable de la formation des aspirants aux Missions étrangères, il participe à l’organisation de différents colloques, dont un premier en février 2019 sur "La théologie de la mission Ad Gentes" et un second en avril 2021 intitulé « Mgr Louis Laneau, un missiologie avant-gardiste ».
Le 26 juin 2021 à la suite de la nomination épiscopale de Gilles Reithinger, il lui succède comme Supérieur général de la Société des Missions étrangères de Paris en vertu de leurs constitutions.
Depuis avril 2021, il est également président de l'Institut de recherche France-Asie.

## Spiritualité
Nourri par ses études approfondies des Saintes Écritures, Vincent Sénéchal enracine sa mission d'évangélisation dans une conversion à l'écoute de la Parole de Dieu : « Avant de recevoir le baptême il faut lire les Evangiles, comprendre qui est Jésus, son message. » Son expérience missionnaire a aussi pour lui été l'occasion de « se recentrer sur le Christ » dans son dialogue avec les bouddhistes.

## Œuvre
Vincent Sénéchal est l'auteur d'une thèse doctorale en exégèse biblique publiée en 2009 chez de Gruyter intitulée Rétribution et intercession dans le Deutéronome.